# Giáo phận Qui Nhơn

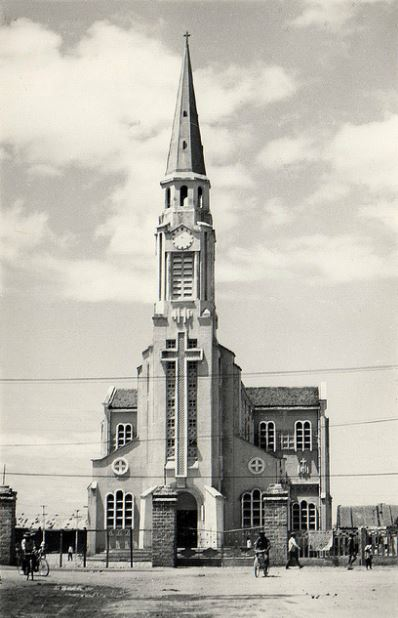
Nhà thờ Quy Nhơn ngày cũ.

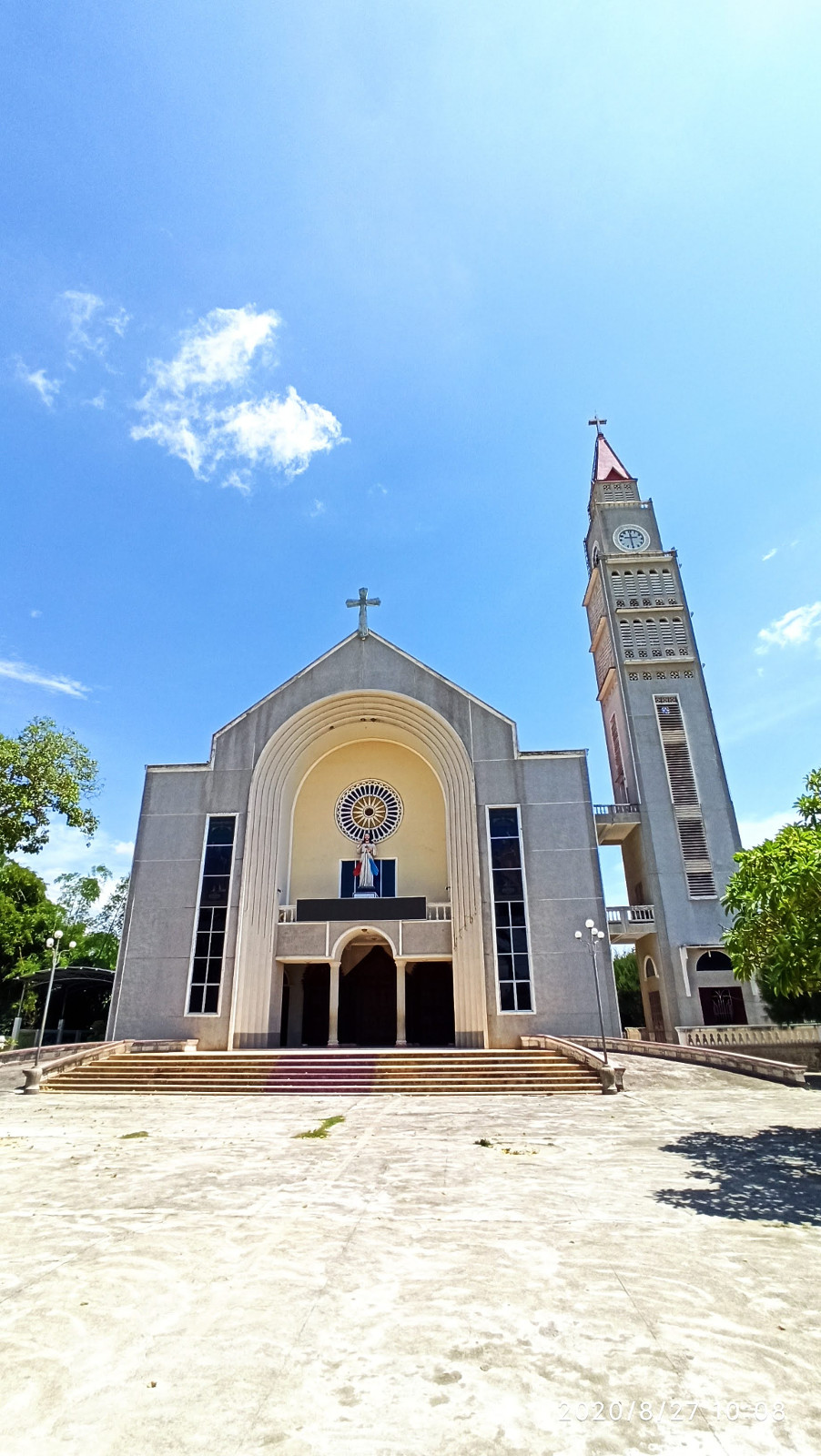
Từ năm 1839, Gò Thị được Đức cha Stêphanô Cuénot Thể chọn làm nơi đặt Toà Giám mục và ngài thường xuyên ở đó đến năm 1861.

Giáo phận Qui Nhơn (tiếng Latin: Dioecesis Quinhonensis) là một giáo phận Công giáo Rôma ở Việt Nam, là một trong hai giáo phận có lịch sử hoạt động lâu đời nhất Việt Nam. Địa giới gồm phần phía đông của 3 tỉnh Quảng Ngãi, Gia Lai, Đắk Lắk, có diện tích 16.194 km², với tòa Giám mục đặt tại Quy Nhơn.
Tính đến cuối năm 2017, Giáo phận Qui Nhơn có 73.212 giáo dân (chiếm 1,96% dân số) trên tổng số dân cư 3.730.142 người, linh mục đoàn gồm 102 linh mục triều và 17 linh mục dòng quản lý 57 giáo xứ chia làm 7 giáo hạt.
Đương kim Giám mục cai quản giáo phận là Mátthêu Nguyễn Văn Khôi (từ năm 2012).

## Lịch sử
Giáo phận Qui Nhơn có thể được xem là một trong hai giáo phận có lịch sử hoạt động lâu đời nhất Việt Nam. Ngày 9 tháng 9 năm 1659, Tòa Thánh đã chia tách Giáo phận Ma Cao để thành lập hai hạt Đại diện Tông tòa Đàng Ngoài và Đàng Trong trên phần lãnh thổ tương ứng với 3 nước Việt Nam, Lào và Campuchia ngày nay. Hạt Đại diện Tông tòa Đàng Trong tương ứng vùng đất Đàng Trong và Cao Miên bấy giờ, được giao cho Giám mục hiệu tòa Berytus Lambert de la Motte làm Đại diện Tông tòa, lấy Quy Nhơn làm trung tâm truyền giáo ở Đàng Trong.
Địa giới giáo phận ổn định trong gần 200 năm, đến năm 1844 thì được chia thành Hạt Đại diện Tông tòa Đông Đàng Trong (tương ứng từ Quảng Bình đến Bình Thuận ngày nay) và Hạt Đại diện Tông tòa Tây Đàng Trong (tương ứng với Nam Bộ Việt Nam và Campuchia). Năm 1850, Hạt Đại diện Tông tòa Đông Đàng Trong một lần nữa được chia thành Hạt Đại diện Tông tòa Đông Đàng Trong (từ Quảng Nam đến Bình Thuận) và Hạt Đại diện Tông tòa Bắc Đàng Trong (Quảng Bình, Quảng Trị, Thừa Thiên Huế). Năm 1907, tỉnh Bình Thuận, Đồng Nai Thượng (Di Linh) và cao nguyên Lang Biang (Đà Lạt) được chuyển giao cho Hạt Đại diện Tông tòa Tây Đàng Trong quản lý. Năm 1924, Hạt Đại diện Tông tòa Đông Đàng Trong được đổi thành Hạt Đại diện Tông Tòa Qui Nhơn, theo tên địa phương đặt Tông tòa Giám mục. Năm 1931, Tòa Giám mục được chuyển từ Làng Sông về thành phố Qui Nhơn.
Năm 1932, Tòa Thánh tách xứ truyền giáo Kontum (tương ứng Tây Nguyên ngày nay) khỏi Hạt Đại diện Tông tòa Qui Nhơn để thành lập Hạt Đại diện Tông tòa Kontum. Đến năm 1957, hai tỉnh Khánh Hòa và Ninh Thuận thuộc địa phận cũng được tách ra, hợp với hai tỉnh Bình Thuận và Bình Tuy (thuộc Hạt Đại diện Tông tòa Sài Gòn) để thành lập Hạt Đại diện Tông tòa Nha Trang.
Ngày 24 tháng 11 năm 1960, Hạt Đại diện Tông tòa Qui Nhơn được Tòa Thánh nâng lên thành Giáo phận chính tòa. Năm 1963, vùng Quảng Nam - Đà Nẵng được tách ra để thành lập Giáo phận Đà Nẵng. Từ đó, Giáo phận Qui Nhơn ổn định địa giới cho đến ngày nay.
Địa giới giáo phận: phía bắc giáp giáo phận Đà Nẵng, phía nam giáp giáo phận Nha Trang, phía đông giáp biển Đông, phía tây giáp giáo phận Kon Tum và giáo phận Ban Mê Thuột.

## Các giáo hạt và giáo xứ trực thuộc

### Giáo hạt Bồng Sơn
Giáo hạt Bồng Sơn gồm 7 giáo xứ nằm trên địa bàn các xã, phường phía đông bắc tỉnh Gia Lai, xếp theo ABC:
1. Giáo xứ Cây Rỏi - Xã Hội Sơn, tỉnh Gia Lai
2. Giáo xứ Đại An - Xã Xuân An, tỉnh Gia Lai
3. Giáo xứ Đại Bình - Phường Bồng Sơn, tỉnh Gia Lai
4. Giáo xứ Gia Chiểu - Xã Hoài Ân, tỉnh Gia Lai
5. Giáo xứ Phù Cát - Xã Phù Cát, tỉnh Gia Lai
6. Giáo xứ Phù Mỹ - Đường Hai Bà Trưng, xã Phù Mỹ, tỉnh Gia Lai
7. Giáo xứ Thác Đá Hạ - Phường Bồng Sơn, tỉnh Gia Lai

### Giáo hạt Gò Thị
Giáo hạt Gò Thị gồm 9 giáo xứ nằm trên địa bàn các xã phía đông nam tỉnh Gia Lai, xếp theo ABC:
1. Giáo xứ Công Chánh - 428 Nguyễn Huệ, xã Tuy Phước, tỉnh Gia Lai
2. Giáo xứ Gò Dài - Xã Tuy Phước Đông, tỉnh Gia Lai
3. Giáo xứ Gò Thị[4] - Xã Tuy Phước Đông, tỉnh Gia Lai
4. Giáo xứ Lục Lễ - Xã Tuy Phước Bắc, tỉnh Gia Lai
5. Giáo xứ Nam Bình - Xã Tuy Phước Đông, tỉnh Gia Lai
6. Giáo xứ Tân Dinh - Xã Tuy Phước, tỉnh Gia Lai
7. Giáo xứ Tân Quán - Xã Tuy Phước, tỉnh Gia Lai
8. Giáo xứ Vĩnh Thạnh[5] - Xã Tuy Phước Đông, tỉnh Gia Lai
9. Giáo xứ Vườn Vông - Xã Tuy Phước Bắc, tỉnh Gia Lai

### Giáo hạt Kim Châu
Giáo hạt Kim Châu gồm 8 giáo xứ nằm trên địa bàn các xã, phường phía nam tỉnh Gia Lai, xếp theo ABC:
1. Giáo xứ Chánh Thạnh - Phường An Nhơn Đông, tỉnh Gia Lai
2. Giáo xứ Cù Lâm - Xã An Nhơn Tây, tỉnh Gia Lai
3. Giáo xứ Huỳnh Kim - Phường An Nhơn Nam, tỉnh Gia Lai
4. Giáo xứ Kiên Ngãi - Xã Bình An, tỉnh Gia Lai
5. Giáo xứ Kim Châu - 2 Lâm Văn Thạnh, phường Bình Định, tỉnh Gia Lai
6. Giáo xứ Phú Hữu - Xã Bình Hiệp, tỉnh Gia Lai
7. Giáo xứ Trường Cửu - Phường An Nhơn Nam, tỉnh Gia Lai
8. Giáo xứ Sông Cạn - Thôn Mỹ Thuận, xã Bình An, tỉnh Gia Lai

### Giáo hạt Mằng Lăng
Giáo hạt Mằng Lăng gồm 8 giáo xứ nằm trên địa bàn các xã, phường phía đông bắc tỉnh Đắk Lắk, xếp theo ABC:
1. Giáo xứ Chợ Mới - Xã Tuy An Đông, tỉnh Đắk Lắk
2. Giáo xứ Đa Lộc - Xã Xuân Lãnh, tỉnh Đắk Lắk
3. Giáo xứ Đồng Tre - Xã Xuân Phước, tỉnh Đắk Lắk
4. Giáo xứ Đồng Cháy - Xã Ô Loan, tỉnh Đắk Lắk
5. Giáo xứ Gò Duối - Xã Xuân Cảnh, tỉnh Đắk Lắk
6. Giáo xứ Mằng Lăng - Xã Tuy An Đông, tỉnh Đắk Lắk
7. Giáo xứ Sông Cầu - Phường Sông Cầu, tỉnh Đắk Lắk
8. Giáo xứ Trà Kê - Xã Tây Sơn, tỉnh Đắk Lắk

### Giáo hạt Quảng Ngãi
Giáo hạt Quảng Ngãi gồm 8 giáo xứ nằm trên toàn bộ phần phía đông tỉnh Quảng Ngãi, xếp theo ABC:
1. Giáo xứ Bàu Gốc - Xã Mộ Đức, tỉnh Quảng Ngãi
2. Giáo xứ Bình Hải - Xã Vạn Tường, tỉnh Quảng Ngãi
3. Giáo xứ Châu Ổ - Xã Bình Sơn, tỉnh Quảng Ngãi
4. Giáo xứ Châu Me - Xã Đình Cương, tỉnh Quảng Ngãi
5. Giáo xứ Kỳ Tân - Xã Vệ Giang, tỉnh Quảng Ngãi
6. Giáo xứ Lý Sơn - Đặc khu Lý Sơn, tỉnh Quảng Ngãi
7. Giáo xứ Phú Hòa - Phường Trương Quang Trọng, tỉnh Quảng Ngãi
8. Giáo xứ Quảng Ngãi - 109 Đại lộ Hùng Vương, phường Cẩm Thành, tỉnh Quảng Ngãi

### Giáo hạt Qui Nhơn
Giáo hạt Qui Nhơn gồm 11 giáo xứ nằm trên địa bàn các xã, phường phía đông nam tỉnh Gia Lai, xếp theo ABC:
1. Giáo xứ Chính Tòa - 122 Trần Hưng Đạo, phường Quy Nhơn, tỉnh Gia Lai
2. Giáo xứ Đồng Tiến - 27 Nguyễn Thị Minh Khai, phường Quy Nhơn, tỉnh Gia Lai
3. Giáo xứ Ghềnh Ráng - 21 Tây Sơn, phường Quy Nhơn Nam, tỉnh Gia Lai
4. Giáo xứ Hòa Ninh - 128 Nguyễn Huệ, phường phường Quy Nhơn, tỉnh Gia Lai
5. Giáo xứ Hội Lộc - Phường Quy Nhơn Đông, tỉnh Gia Lai
6. Giáo xứ Ngọc Thạnh - Phường Quy Nhơn Bắc, tỉnh Gia Lai
7. Giáo xứ Phú Thạnh - Phường Quy Nhơn Tây, tỉnh Gia Lai
8. Giáo xứ Qui Đức - 946 Trần Hưng Đạo, phường Quy Nhơn, tỉnh Gia Lai
9. Giáo xứ Qui Hiệp - 142 Ngô Mây, phường Quy Nhơn Nam, tỉnh Gia Lai
10. Giáo xứ Qui Hòa - Phường Quy Nhơn Nam, tỉnh Gia Lai
11. Giáo xứ Xuân Quang - 454 Quang Trung, phường Quy Nhơn Nam, tỉnh Gia Lai

### Giáo hạt Tuy Hòa
Giáo hạt Tuy Hòa gồm 8 giáo xứ nằm trên địa bàn các xã, phường phía đông nam tỉnh Đắk Lắk, xếp theo ABC:
1. Giáo xứ Đông Mỹ - Phường Đông Hòa, tỉnh Đắk Lắk
2. Giáo xứ Hoa Châu - Xã Sơn Thành, tỉnh Đắk Lắk
3. Giáo xứ Hóc Gáo - Xã Phú Hòa 2, tỉnh Đắk Lắk
4. Giáo xứ Sơn Giang - Xã Đức Bình, tỉnh Đắk Lắk
5. Giáo xứ Sơn Nguyên - Xã Sơn Hòa, tỉnh Đắk Lắk
6. Giáo xứ Sông Hinh - Xã Sông Hinh, tỉnh Đắk Lắk
7. Giáo xứ Tịnh Sơn - Xã Sơn Hòa, tỉnh Đắk Lắk
8. Giáo xứ Tuy Hòa - 114 Lê Trung Kiên, phường Tuy Hòa, tỉnh Đắk Lắk

## Các danh địa giáo phận

### Nhà thờ chính tòa và Tòa Giám mục
Nhà thờ chính tòa Qui Nhơn còn gọi là Nhà thờ Nhọn nằm ở số 122 đường Trần Hưng Đạo, phường Quy Nhơn, tỉnh Gia Lai.
Tòa Giám mục giáo phận Qui Nhơn nằm ở số 116 đường Trần Hưng Đạo, phường Quy Nhơn, tỉnh Gia Lai.

### Trung tâm hành hương
1. Nước Mặn: điểm truyền giáo đầu tiên của Giáo phận
2. Mằng Lăng: quê hương Chân phước Anrê Phú Yên
3. Nhà thờ Gò Thị: ở thôn Xuân Phương, xã Phước Sơn, huyện Tuy Phước, quê hương của Thánh Anrê Nguyễn Kim Thông, nơi Đức cha Stêphanô Cuénot Thể chọn đặt Tòa Giám mục Đàng Trong từ năm 1839 đến năm 1861.
4. Đền Thánh Stêphanô Cuénot Thể: ở thôn Tùng Giản, xã Phước Hòa, huyện Tuy Phước, được xây trên nền nhà bà Maria Mađalêna Huỳnh Thị Lưu, nơi Thánh Giám mục Stêphanô Thể dâng Thánh lễ cuối cùng trước khi bị bắt và tử đạo tại nhà giam Bình Định.
5. Trung Tâm Thánh Thể và Thánh Mẫu Ghềnh Ráng tại chân núi Xuân Vân, phường Ghềnh Ráng, thành phố Quy Nhơn.

### Các nhà thờ lớn, tu viện và chủng viện
- Nhà thờ Mằng Lăng
- Tiểu chủng viện Làng Sông: tái thiết năm 1891. Địa chỉ: thôn Quảng Vân, xã Phước Thuận, huyện Tuy Phước, tỉnh Bình Định.[6]
- Tiểu chủng viện Qui Nhơn: xây dựng năm 1968. Địa chỉ: 120 Trần Hưng Đạo, thành phố Quy Nhơn.[2]

## Các đời Giám mục quản nhiệm
| STT                                   | Tên                               | Thời gian quản nhiệm             | Ghi chú                          |
| Hạt Đại diện Tông tòa Đàng Trong      | Hạt Đại diện Tông tòa Đàng Trong  | Hạt Đại diện Tông tòa Đàng Trong | Hạt Đại diện Tông tòa Đàng Trong |
| ------------------------------------- | --------------------------------- | -------------------------------- | -------------------------------- |
| 1 †                                   | Pierre Lambert de la Motte        | 1659-1679                        |                                  |
| 2 †                                   | Guillaume Mahot Mão               | 1680-1684                        |                                  |
| 3 †                                   | François Perez                    | 1687-1728                        |                                  |
| 4 †                                   | Charles-Marin Labbé               | 1697-1723                        |                                  |
| 5 †                                   | Alexandre de Alexandris           | 1725-1738                        |                                  |
| 6 †                                   | Valerian Rist Hy                  | 1735-1737                        |                                  |
| 7 †                                   | Arnaud-François Lefèbvre          | 1741-1760                        |                                  |
| 8 †                                   | Edmond Bennetat                   | 1745-1758                        |                                  |
| 9 †                                   | Guillaume Piguel                  | 1762-1771                        |                                  |
| 10 †                                  | Pierre Pigneau de Béhaine Lộc     | 1771-1799                        |                                  |
| 11 †                                  | Jean Labartette Bình              | 1784-1823                        |                                  |
| 12 †                                  | Jean-André Doussain               | 1798-1809                        |                                  |
| 13 †                                  | Jean-Joseph Audemar               | 1818-1821                        |                                  |
| 14 †                                  | Jean-Louis Taberd                 | 1827-1840                        |                                  |
| 15 †                                  | Etienne Cuénot Thể                | 1831-1844                        |                                  |
| Hạt Đại diện Tông tòa Đông Đàng Trong |                                   |                                  |                                  |
|                                       | Etienne Cuénot Thể                | 1844-1861                        |                                  |
| 16 †                                  | François-Marie Pellerin Phan      | 1844-1850                        | Giáo phận Đông Đàng Trong        |
| 17 †                                  | Eugène-Étienne Charbonnier Trí    | 1864-1878                        |                                  |
| 18 †                                  | Louis-Marie Galibert Lợi          | 1879-1883                        |                                  |
| 19 †                                  | Désiré-François Van Camelbeke Hân | 1884-1901                        |                                  |
| 20 †                                  | Damien Grangeon Mẫn               | 1902-1924                        |                                  |
| Hạt Đại diện Tông tòa Qui Nhơn        |                                   |                                  |                                  |
|                                       | Damien Grangeon Mẫn               | 1924-1929                        |                                  |
| 21 †                                  | Constant Philomène Jeanningros Vị | 1911-1921                        |                                  |
| 22 †                                  | Augustin Tardieu Phú              | 1929-1942                        | Giáo phận Qui Nhơn               |
| 23 †                                  | Paul-Marcel Piquet Lợi            | 1943-1957                        |                                  |
| Giáo phận Qui Nhơn                    |                                   |                                  |                                  |
| 24 †                                  | Phêrô Maria Phạm Ngọc Chi         | 1960-1963                        |                                  |
| 25 †                                  | Đa Minh Hoàng Văn Đoàn            | 1963-1974                        |                                  |
| 26 †                                  | Phaolô Huỳnh Đông Các             | 1974-1999                        |                                  |
| 27 †                                  | Giuse Phan Văn Hoa                | 1976-1987                        |                                  |
| 28 †                                  | Phêrô Nguyễn Soạn                 | 1999-2012                        |                                  |
| 29                                    | Mátthêu Nguyễn Văn Khôi           | 2009-2012 2012-nay               |                                  |

Ghi chú:
- : Giám mục chính tòa
- : Giám mục phó, phụ tá hoặc Giám quản tông tòa, Đại diện tông tòa